# 迎靜雄
迎 靜雄（むかえ しずお、1928年9月2日 - 2010年11月3日）は、九州工業大学第8代学長で、株式会社北九州テクノセンター代表取締役社長、学校法人九州国際大学理事長を歴任。

## 人物
1928年福岡県に生まれ、1948年3月明治工業専門学校（現：九州工業大学）冶金科、1952年3月九州大学工学部冶金学科を卒業後、1957年3月九州大学大学院研究奨学生前後期を修了し、1958年7月に九州工業大学講師として母校の教壇に立つ。その後1960年4月助教授、1970年4月教授と、九州工業大学で29年に亘って溶接工学、特に鋼及びアルミニウム合金溶接部の金属学的特性に関する教育研究に尽力する。これらの研究成果は軽金属溶接構造協会賞、溶接学会賞、日本溶接協会業績賞及び嘉村記念賞などで高く評価され、溶接学会会長などの要職を歴任する。
1987年10月から九州工業大学第8代学長として大学運営に携わり、情報工学部の創設、大学院博士後期課程の設置、北九州学術研究都市における若松キャンパス構想の提案など、九州工業大学の飛躍の礎を築く。1993年9月学長を任期満了後は、1993年11月株式会社テクノセンター代表取締役社長、2001年6月学校法人九州国際大学理事長に就任し、地域社会と教育に多大な貢献をする。これらの業績が高く評価され、2005年に叙勲「瑞宝重光章」を受章する。2010年11月に病没する。2010年11月に正四位。

## 略歴
- 1945年3月：福岡県立八幡中学校（現在の福岡県立八幡高等学校）卒業。
- 1948年3月：明治工業専門学校（現在の九州工業大学）冶金科卒業。
- 1952年3月：九州大学工学部冶金学科卒業。
- 1957年3月：九州大学大学院研究奨学生前期・後期修了
- 1958年7月：九州工業大学講師就任。
- 1960年4月：九州工業大学助教授昇任。
- 1962年3月：工学博士（大阪大学）学位取得。
- 1970年4月：九州工業大学教授昇任。
- 1980年4月：九州工業大学学生部長兼任。
- 1982年4月：九州工業大学保健管理センター所長兼任。
- 1985年10月：九州工業大学附属図書館長兼任。
- 1987年10月：九州工業大学長就任（6年間）。
- 1990年11月：北京科技大学（中国）より名誉教授称号授与される。
- 1993年5月：オールドドミニオン大学（米国）より名誉博士号授与される。
- 1993年11月：九州工業大学より名誉教授称号授与される。
- 1993年11月：株式会社北九州テクノセンター代表取締役社長就任（8年間）。
- 2001年6月：学校法人九州国際大学理事長就任（5年間）。
- 2010年11月：逝去、享年82。

## 受賞・叙勲歴
- 1984年10月：日本非破壊検査協会奨励賞
- 1986年5月：軽金属溶接構造協会賞
- 1995年4月：溶接学会賞
- 1995年4月：溶接学会名誉員
- 1999年4月：日本溶接協会業績賞
- 1999年5月：嘉村記念賞（九州工業大学）
- 2005年5月：瑞宝重光章[1][2]
- 2010年11月：正四位

## 参考資料
- 九州工業大学　歴代校長・学長
- SANPOWEB | コラム | 迎静雄先生
- 北九州テクノセンター | 会社概要
- 教育学術新聞 ： 教育学術オンライン 第2242号｜日本私立大学協会
- Japan Welding Society HomePage(一般社団法人溶接学会)_学会の紹介
- 日本溶接協会賞等受賞者一覧 - 溶接情報センター
- Japan Welding Society HomePage(一般社団法人溶接学会)_学会の紹介_各賞受賞
- 外部評価委員会実施要領 - 北九州工業高等専門学校
- 故 迎 靜雄先生「お別れの会」　@リーガロイヤルホテル小倉 _ 九州工業大学戸畑キャンパス
- 故 迎 靜雄先生「お別れの会」を開催しました _ 九州工業大学
- 迎靜雄先生 瑞宝重光章受章祝賀会 - 明専会 アーカイブ 2016年3月4日 - ウェイバックマシン
- 故 迎靜雄先生「お別れの会」ご案内 - 明専会